# ICE 3
De ICE 3 is een type hogesnelheidstreinstel van de DB Fernverkehr AG, gebouwd voor de InterCityExpress-treindiensten. Het is de derde generatie ICE-treinen, gebouwd volgens een nieuw concept.

## ICE 3 (BR 403)
De treinstellen ICE 3 (Baureihe 403) worden sinds 2000 in de reguliere dienst ingezet. Deze kan maximaal 330 km/h rijden en grotere stijgingen aan (4% in plaats van 2%) dan zijn voorgangers. Om het daarvoor noodzakelijke aandrijfvermogen te kunnen onderbrengen, heeft de trein geen motorwagen zoals zijn voorgangers, maar zijn de elektrische installatie en motoren (8000 kW) geheel onder de vloer ondergebracht. De eerste, derde, zesde en achtste bak worden met vier motoren van ieder 500 kW aangedreven. Door het ontbreken van afzonderlijke motorwagens, hebben de reizigers dankzij een glaswand een vrij uitzicht over de treinmachinist en de spoorweg. Het bijzondere is dat deze wand alleen doorzichtig is als er elektrische spanning op staat. In het Engels noemt men dat een smart window. Bij een noodremming en bij het wisselen van bovenleidingspanning, wordt de wand wit. De machinist kan dat evengoed handmatig doen vanuit de cabine. DB Fernverkehr bezit 50 treinstellen van het type ICE 3. Naast de lijnen in Duitsland en Oostenrijk, kan de ICE 3 ook in Zwitserland rijden.
Sinds najaar 2005 biedt Deutsche Bahn draadloos internet aan op alle ICE 3-treinen voor alle reizigers. Hierdoor kunnen die met hun laptop, tablet of mobiele telefoon internetten tijdens hun reis.

## ICE 3M(F) (BR 406)
Om ook ICE-diensten naar bestemmingen buiten Duitsland en Zwitserland te kunnen rijden, was de ICE 3M ontwikkeld, die geschikt was voor de vier meest voorkomende bovenleidingspanningen, en de meeste treinbeïnvloedingssystemen in Europa. De M staat voor mehrsystemfähig: geschikt voor meerdere systemen. Verder waren de technische specificaties grotendeels hetzelfde als die van de Baureihe 403.
De DB bezat 14 treinstellen (genummerd als Baureihe 406) en de Nederlandse Spoorwegen 3 (genummerd in de 4600-serie). De serie is per april 2025 buiten dienst gesteld.

### Inzet ICE 3M
De ICE 3M werd ingezet voor de verbindingen Brussel – Luik – Keulen – Frankfurt en Amsterdam – Keulen – Frankfurt – Mannheim – Freiburg – Basel SBB.
Vanaf 10 december 2006 bestond er gedurende een jaar een rechtstreekse ICE-verbinding van Amsterdam via Frankfurt Hauptbahnhof met München.
Vanaf de zomer van 2007 tot 2015 reed de ICE 3MF tussen Parijs en Frankfurt am Main. Een aantal treinstellen ICE 3M, in eigendom van DB Fernverkehr, was aangepast om in Frankrijk te kunnen rijden. Deze treinstellen vormden een aparte sub-groep binnen het volledige park van ICE 3M.

## Velaro D (BR 407)
In december 2008 heeft de DB 15 ICE 3MF-stellen als BR 407 besteld. Het is een doorontwikkeling van de ICE 3M / BR 406. Het uiterlijk van deze tweede schijf is iets verschillend ten opzichte van de oorspronkelijke serie. Dit is een gevolg van een aanpassing aan de neus van het stel die gedaan moest worden teneinde aan de nieuwe TSI-crashtestnormen te voldoen. Om een eind te maken aan de omvangrijke controles die noodzakelijk waren na het spoorwegongeluk op 9 juli 2008 in Keulen, werd ook het ontwerp van de assen herzien.

### Inzet
Alle ICE-diensten tussen Parijs en Frankfurt am Main worden door Velaro D's verzorgd. Deze dienst wordt een aantal keren per dag gereden en in Frankrijk met de maximumsnelheid van 320 km/h uitgevoerd. Een snelheid die de Duitse ICE's in eigen land in de gewone reizigersdienst niet kunnen halen. Een bijzonderheid is de gemengde inzet van ICE 3MF en TGV, de treinen op deze verbinding worden door beide typen gereden. Dit is enigszins vergelijkbaar met de verbinding tussen Brussel en Keulen, waar de dienstregeling van Thalys en ICE op elkaar afgestemd zijn. Daarnaast wordt de Velaro D ingezet op de hsl Keulen-Frankfurt: soms op lokale diensten over die hsl maar ook op doorgaande diensten naar bijvoorbeeld Basel of München.

## ICE 3neo (BR 408)
In augustus 2019 schreef DB een aanbesteding uit voor maximaal 90 300 tot 320 km/u snelle hogesnelheidstreinen, multisysteemtreinen voor grensoverschrijdend gebruik. Siemens kreeg in juli 2020 de opdracht om 30 van deze treinen te leveren met een waarde van ongeveer een miljard euro; met een optie voor 60 extra treinstellen. Begin 2022 oefende DB de optie gedeeltelijk uit en verhoogde de bestelling met 43 tot in totaal 73 treinen. In mei 2023 werden er nog eens 17 besteld. Tegen 2029 zouden de laatste van de 90 ICE 3neo-treinen geleverd moeten zijn.
Siemens verwees naar de treinstellen als Velaro MS (Multi System), Deutsche Bahn als ICE 3neo. Bij Deutsche Bahn worden ze geclassificeerd als Baureihe 408. Ze zijn gebaseerd op het Velaro-platform en de eerdere 407-serie.
Wijzigingen ten opzichte van de 407-serie zijn onder meer ramen die in een patroon gelaserd zijn (zichtbaar) zodat ze het gsm- en mobiele-data-signaal doorlaten, twaalf in plaats van tien toegangsdeuren per zijde, een aparte ingang met een door het treinpersoneel te bedienen rolstoellift en acht fietsplaatsen. De ICE 3neo is daardoor de eerste ICE 3 met fietsplaatsen. De treinen hebben 439 zitplaatsen, waarvan 99 in de 1e klas. Vanaf eind 2023 worden de treinen afgeleverd met een nieuw ICE-binnenontwerp.
In juli 2025 maakte DB een wijziging bekend: maximaal 32 van de bestelde ICE 3neo-treinstellen zullen gebouwd worden met extra landtoelatingen, naar Frankrijk en Polen, voor een extra investering van 200 miljoen euro.

### Inzet ICE 3neo
De ICE 3neo is geschikt om de internationale verbindingen naar België, Nederland en Oostenrijk uit te voeren.
In december 2022 debuteerde hij in de dienstregeling op ICE-lijnen over de hogesnelheidslijn Keulen - Frankfurt.
Hij kreeg in mei 2024 van het ERA toelating voor België en Nederland. De eerste ICE 3neo in reizigersdienst naar Amsterdam als ICE International kwam daar op 13 juni 2024 aan als ICE 254. Een dag later bracht hij voor het eerst reizigers naar Brussel. Een dag later reed volgens planning de laatste van de "oude" ICE 3M op deze verbindingen.

## Remtechniek
De ICE 3 remt door middel van remschijven en elektrodynamisch remmen (met behulp van de tractiemotoren). Daarnaast heeft de ICE 3 wervelstroomremmen. Dit zijn met wisselspanning gevoede elektromagneten die zich door middel van magnetische inductie op de rails afremmen. De wervelstroomremmen worden alleen op hogesnelheidslijnen (Köln–Rhein/Main en Nürnberg–Ingolstadt) in Duitsland gebruikt. Dit omdat de wervelstroomrem niet in elk land (zoals Nederland) is toegelaten. In geval van noodremming wordt de wervelstroomrem daarentegen wel altijd gebruikt.

## Andere landen
Fabrikant Siemens heeft de ICE 3 verder ontwikkeld en tracht deze, onder de merknaam Velaro, ook aan andere spoorwegmaatschappijen te verkopen. Tot nog toe is dit type verkocht aan de Spaanse, Russische en Chinese spoorwegen.

## Afbeeldingen
- ICE 3 / Baureihe 403
- ICE 3 door een tunnel
- ICE 3-interieur in 1ste klas
- ICE 3 in Frankfurt Hbf
- Bestuurderscabine in de ICE 3

- ICE 3M / Baureihe 406
- ICE 3M-treinstel nabij station Amsterdam Centraal
- ICE 3M NS (406) + ICE 3 DB (403) Frankfurt
- Station Luik-Guillemins: Hier het vertrek van ICE 3M 4610 naar Köln - Frankfurt am Main.

- Velaro D / Baureihe 407
- Velaro D in Parijs.
- Velaro D bij de presentatie.
- Velaro D bij de presentatie.

- ICE 3neo / Baureihe 408
- Het zevende treinstel van de serie op de eerste proefrit voor de Hohenzollernbrug in Keulen op 8 juni 2022.
- De ICE 3neo is de eerste ICE 3 met fietsvervoer
- Een ICE 3neo kan koppelen met een tweede ICE 3neo
- ICE3neo/Velaro MS in München Hbf.